# Gesindeball
Gesindeball ist eine gegen Ende des 19. Jahrhunderts aufgekommene Form des Kostümballs, dessen Teilnehmer sich als Dienstmädchen, Köchinnen, Hausknechte usw. verkleideten.

## Entstehung
Anlass für die Entstehung der Gesindebälle war eine Polizeiverordnung von 1885, durch die den Schauspielern das Führen von Dienstbüchern vorgeschrieben wurde. In den „Bestimmungen über den Geschäftsbetrieb der im § 35 Abs. 2 und 3 der Reichsgewerbe-Ordnung verzeichneten Gewerbetreibenden“ wird zuerst einiges über die Geschäftsbücher des Trödelhandels verlautbart, dann wird unter Abschnitt 11 und 12 den Gesindevermietern die Einrichtung von Listen über vergebene Stellen vorgeschrieben, die am Abend bei der Polizeibehörde abzuliefern waren. Von diesen Bestimmungen waren nun auch die Theateragenten, die Schauspieler an die Bühnen vermittelten, betroffen, und die Bühnenkünstler wurden als zu vermittelndes Gesinde eingestuft und zum Führen eines Gesindbuches verpflichtet, in das alle Engagements eingetragen werden mussten. Die Empörung über diesen bürokratischen Missgriff war groß und entlud sich auf den alsbald veranstalteten Gesindebällen, an denen überwiegend Schauspieler und Theaterleute in Gesinde-Verkleidung teilnahmen. Ein zeitgenössischer Bericht vermeldet:

„Die Idee war hübsch, und der vorjährige erste Gesindeball, bei dem alle Welt in Dienstbotentracht zu erscheinen hatte, auch recht gelungen in der Ausführung. Aber schon diesmal blieb die bessere Gesellschaft mit vereinzelten Ausnahmen fern, und dafür hatte sich eine Masse jener kleinen Damen eingefunden, die das Kunststück fertig bekommen, mit hundert Mark Monatsgage einen Toilettenetat von Tausenden zu bestreiten. Es war ein wunderliches Bild. In seiner Äußerlichkeit hübsch, anmutig und farbenbunt, aber in seiner Gesamtheit von den Maskenredouten im Wintergarten und im Linden-Theater nur wenig verschieden.“

Umschlagillustration einer auf den Gesindebällen verkauften Kolportageheftausgabe von Stindes Emma

Gesindeball-Nummer der humoristischen Theaterzeitschrift Striese

So wurde in den späteren Jahren der Begriff Gesindeball auch für unspezifische Kostümfeste verwendet.